# Theodore S. Hamerow
Theodore S. Hamerow (ur. 24 sierpnia 1920 w Warszawie, zm. 16 lutego 2013 w Madison, Wisconsin) – amerykański historyk polsko-żydowskiego pochodzenia, specjalista w dziedzinie współczesnej historii Niemiec, profesor akademicki, autor licznych publikacji naukowych i książek.

## Życiorys

### Pochodzenie
Był synem Belli Beleryny-Rubinlicht i Chaima Shneyera-Hamerowa, członków trupy aktorskiej Trupa Wileńska, reprezentującej ważny ruch w społeczności żydowskiej Europy Wschodniej, który przez pół wieku przed II wojną światową dążył do stworzenia świeckiej kultury żydowskiej, zakorzenionej w języku jidysz. W 1925 Bella i Chaim wyemigrowali do Nowego Jorku, pozostawiając pięcioletniego syna pod opieką babki i ciotki w Otwocku. Opisał ten okres w książce Remembering a Vanished World: A Jewish Childhood in Interwar Poland.

### Edukacja i kariera zawodowa
W 1930 rodzice zabrali go do Stanów Zjednoczonych. W Nowym Jorku uczęszczał do elitarnego liceum Townsend Harris High School, a następnie do City College of New York, w którym naukę ukończył w 1942. W 1943 wstąpił do Armii Amerykańskiej; służył w Europie do 1946, najpierw w piechocie, a następnie w żandarmerii jako tłumacz. Po zwolnieniu z wojska studiował na Uniwersytecie Columbia, gdzie w 1947 uzyskał tytuł magistra, a następnie na Uniwersytecie Yale, gdzie w 1951 obronił doktorat z dziedziny współczesnej historii Niemiec. W latach 1950. wykładał w Wellesley College, na Uniwersytecie Marylandu, na Uniwersytecie Illinois (obecnie Urbana- Champaign). W 1958 rozczął pracę na Uniwersytecie Wisconsin w Madison, gdzie wykładał do emerytury w 1991; w latach 1973–1976 był tam kierownikiem katedry.
Wśród godnych uwagi prac, które opublikował po zakończeniu kariery akademickiej, znalazły się książki the On the Road to Wolf's Lair: German Resistance to Hitler (W drodze do Wilczego Szańca: Niemiecki Opór wobec Hitlera) i Why We Watched: Europe, America and the Holocaust (Dlaczego przyglądaliśmy się: Ameryka, Europa i Holocaust).
Opublikował w sumie 10 książek (11 tomów), a także wiele artykułów. Nie był tłumaczony na język polski. W polskich publikacjach jest cytowany w artykule Betar, Hagana i Irgun w polskiej szkole w Polsce Zbrojnej: Amerykański historyk o polskich korzeniach Theodor Hamerow wspominał efekty lektury Sienkiewiczowskiej Trylogii: „zrobiła ze mnie gorliwego polskiego patriotę. Zacząłem czuć, że tamtejsi bohaterowie są moimi bohaterami, a wrogowie moimi wrogami".

## Publikacje
- Restoration, Revolution, Reaction: Economics and Politics in Germany, 1815–1871, 1958
- Social Foundations of German Unification, 1858–1871, 2 tomy, 1969–72
- Reflections on History and Historians, 1987
- On the Road to Wolf's Lair: German Resistance to Hitler, 1997
- Remembering a Vanished World: A Jewish Childhood in Interwar Poland, 2001
- Why We Watched: Europe, America, and the Holocaust, 2008